# Lesben- und Schwulenverband in Deutschland

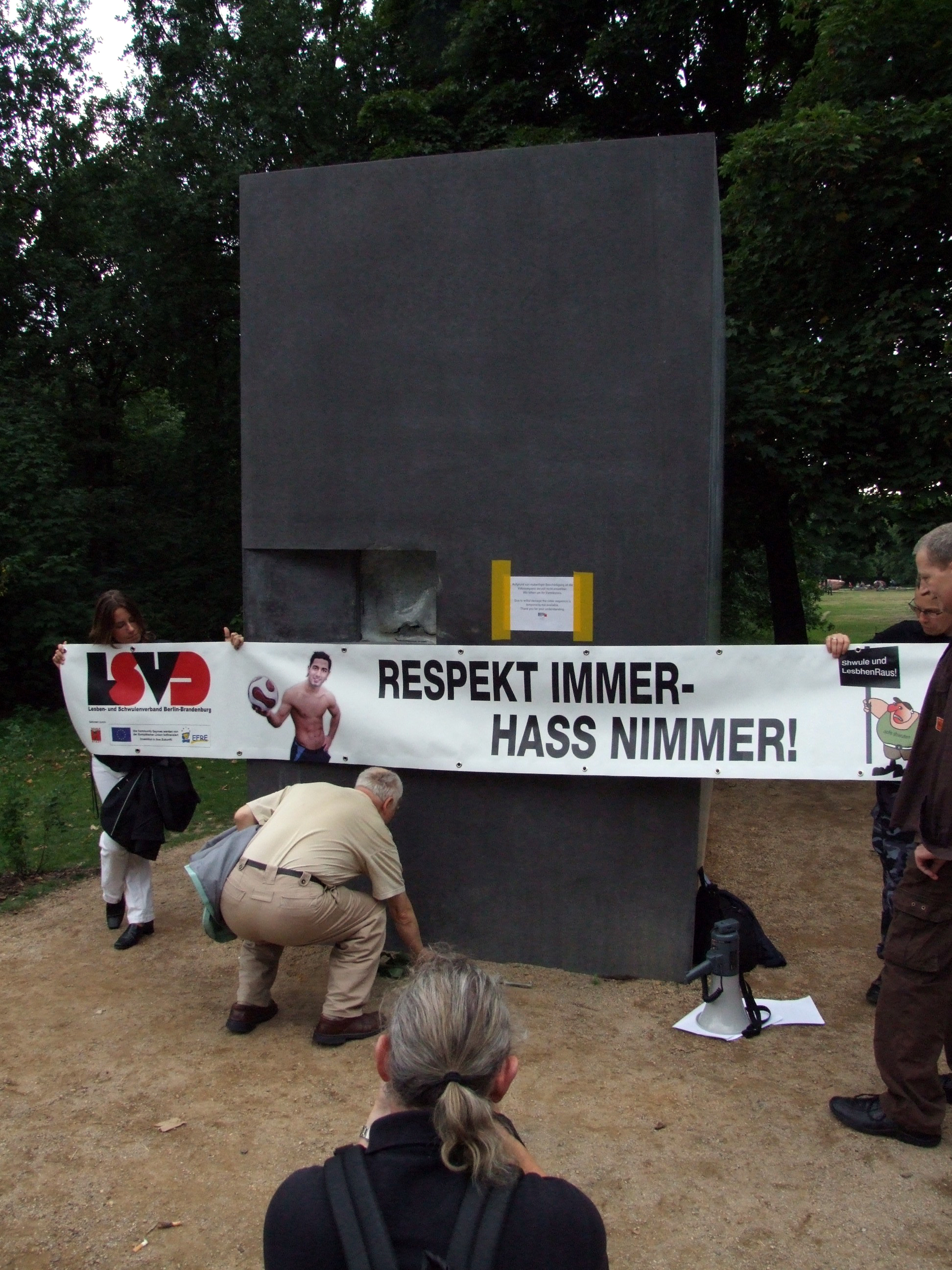
Członkowie LSVD umieszczają banner z napisem „Szacunek zawsze - nienawiść nigdy” na pomniku pamięci homoseksualistów prześladowanych przez nazizm.

Lesben- und Schwulenverband in Deutschland (niem. Związek Lesbijek i Gejów w Niemczech, LSVD) – największa organizacja LGBT w Niemczech, założona w 1990. Ma ok. 30000 członków na terenie całego kraju.
Do LSVD należy m.in. przewodnicząca Niemieckiej Partii Zielonych, Claudia Roth, która od 2005 uczestniczy w Paradach Równości w Warszawie.